# Murray Barr
Pour les articles homonymes, voir Barr.
Murray Llewellyn Barr, né le 20 juin 1908 à Belmont (en) (Ontario) et mort le 4 mai 1995 à London (Ontario), est un biologiste canadien.
Il a découvert en 1948 le corpuscule de Barr, amas de chromatine du noyau spécifique des femelles de mammifères, lors d'une recherche sur le système nerveux.
Cette découverte a permis de mettre au point la première méthode scientifique de détermination du sexe, utile tant pour lever les ambiguïtés sexuelles dans certaines anomalies que pour lutter contre la fraude dans les compétitions sportives.

## Récompenses
- Prix Gairdner
- Prix de la Fondation Joseph P. Kennedy pour ses travaux sur l'arriération mentale